# Числа Салема
В математике числом Салема является вещественное целое алгебраическое число α > 1, все сопряжённые которого имеют модуль не больше 1 и по крайней мере одно из них имеет единичный модуль. Числа Салема представляют интерес для диофантовых приближений и гармонического анализа. Они названы в честь французского математика Рафаэля Салема.

## Свойства
Поскольку число Салема имеет сопряжённое число с абсолютным значением 1, минимальный многочлен для числа Салема должен быть обратным. Отсюда следует, что 1/α также является корнем и все остальные корни имеют абсолютное значение, точно равное 1. Как следствие, число α должно быть обратимым элементом (единицей кольца) в кольце целых алгебраических чисел, являющегося нормой 1.
Каждое число Салема является числом Перрона (алгебраическим целым числом, большим 1, модуль которого больше, чем у всех его сопряжённых).

## Связь с числами Пизо—Виджаярагхавана
Наименьшее известное число Салема является самым большим вещественным корнем полинома Лемера (названного в честь американского математика Деррика Лемера)
{\displaystyle P(x)=x^{10}+x^{9}-x^{7}-x^{6}-x^{5}-x^{4}-x^{3}+x+1,}
значение которого x ≈ 1,177 628; предполагается, что это наименьшее число Салема и наименьшая возможная мера Малера для неприводимого нециклического полинома.
Полином Лемера является множителем более короткого полинома 12-й степени,
{\displaystyle Q(x)=x^{12}-x^{7}-x^{6}-x^{5}+1,}
все двенадцать корней которого удовлетворяют соотношению
{\displaystyle x^{630}-1={\frac {(x^{315}-1)(x^{210}-1)(x^{126}-1)^{2}(x^{90}-1)(x^{3}-1)^{3}(x^{2}-1)^{5}(x-1)^{3}}{(x^{35}-1)(x^{15}-1)^{2}(x^{14}-1)^{2}(x^{5}-1)^{6}\,x^{68}}}}.
Числа Салема тесно связаны с числами Пизо — Виджаярагхавана (PV-числами). Наименьшим из PV-чисел является единственный вещественный корень полинома 3-й степени
{\displaystyle x^{3}-x-1,}
известный как «пластическое число» и приблизительно равный 1,324718. PV-числа можно использовать для генерации семейства чисел Салема, в том числе наименьшего из них. Общий способ — это взять минимальный полином P(x) PV-числа степени n и его обратный полином P*(x) (коэффициенты которого, грубо говоря, образуются «отражением» коэффициентов многочлена P(x) относительно xn/2) и решить уравнение
{\displaystyle x^{n}P(x)=\pm P^{*}(x)}
относительно целого n. Вычитая одну сторону из другой, факторизуя и исключая тривиальные множители, можно получить минимальный полином для некоторых чисел Салема. Например, если взять пластическое число, а на месте вышенаписанного плюс-минуса выбрать плюс, то:
{\displaystyle x^{n}(x^{3}-x-1)=-x^{3}-x^{2}+1}
и при n = 8 получим
{\displaystyle (x-1)(x^{10}+x^{9}-x^{7}-x^{6}-x^{5}-x^{4}-x^{3}+x+1)=0,}
где многочлен 10-й степени — полином Лемера. Используя бо́льшее значение n, получим семейство многочленов, один из корней которых приближается к пластическому числу. Это можно понять, извлекая радикалы n-й степени обеих сторон уравнения,
{\displaystyle x(x^{3}-x-1)^{1/n}=\pm (x^{3}+x^{2}-1)^{1/n}}.
Чем больше будет значение n, тем больше x будет приближаться к решению x3 − x − 1 = 0.[прояснить] При выборе положительного знака на месте плюс-минуса корень х приближается к пластическому числу в противоположном[каком?] направлении. Используя минимальный полином {\displaystyle x^{4}-x^{3}-1} следующего наименьшего PV-числа
{\displaystyle x^{n}(x^{4}-x^{3}-1)=-(x^{4}+x-1),}
который для n = 7 принимает вид
{\displaystyle (x-1)(x^{10}-x^{6}-x^{5}-x^{4}+1)=0}
при степени полинома, не сгенерированной в предыдущем, и имеет корень x ≈ 1,216391…, который является пятым наименьшим известным числом Салема. Поскольку n стремится к бесконечности, это семейство, в свою очередь, стремится к большему вещественному корню из x4 − x3 − 1 = 0.